# Музеї Львова

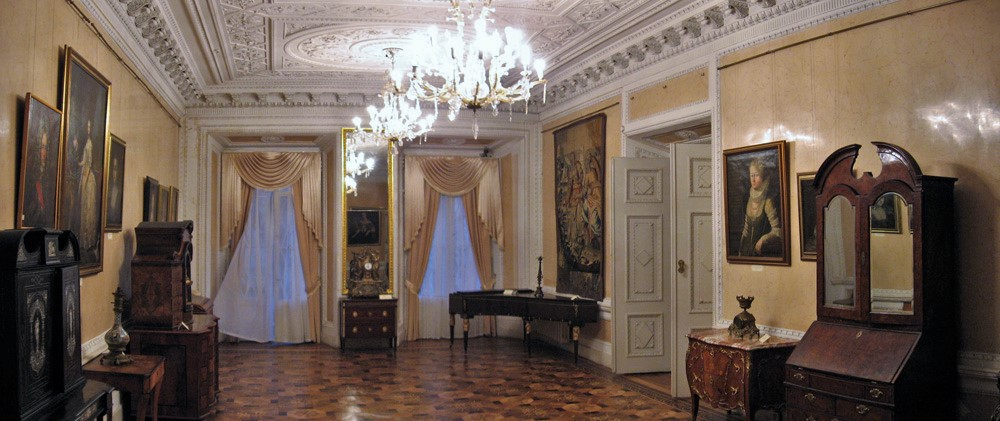
Королівські зали в Палаці Корнякта, який сьогодні належить Львівському історичному музею

У Львові працюють понад 40 музеїв. Серед них: Львівський історичний музей, другий за розмірами історичний музей України; Національний музей, одна з найвизначніших в Україні скарбниць українського мистецтва, заснована митрополитом Шептицьким; Львівська галерея мистецтв, один з найбагатших музеїв України, очолюваний відомим мистецтвознавцем Борисом Возницьким; Етнографічний музей, єдиний такого типу в Україні; Національний меморіал «Тюрма на Лонцького», перша в Україні в'язниця-музей. Популярними у туристів є також «Шевченківський гай», Аптека-музей, «Арсенал», Палац Потоцьких та інші. У Львові також багато галузевих музеїв, як, наприклад, музеї пива, пошти, друкарства, скла, релігії тощо. Є також певна кількість меморіальних будинків-музеїв, присвячених видатним мешканцям міста. Природознавчий музей, який володіє однією з найбагатших у Східній Європі експозицій, сьогодні закритий на реконструкцію.
Загалом, музейні фонди Львова нараховують 36,5 тисяч експонатів, у 2009 році музеї міста відвідало 366,5 тисяч осіб.